# Laurel et Hardy bonnes d'enfants
Pour plus de détails, voir Fiche technique et Distribution.
Laurel et Hardy bonnes d'enfants (Their First Mistake) est une comédie du cinéma américain de George Marshall mettant en scène Laurel et Hardy, sortie en 1932.

## Synopsis
Cela ne va pas bien entre Oliver et son épouse : elle est agacée par le fait que son mari passe plus de temps avec son ami Stan. Un nouveau quiproquo, où Stan appelle Oliver pour lui proposer une sortie mais celui-ci fait croire à sa femme qu'il s'agit de son chef au travail, amène madame Hardy à le quitter. Afin de la faire revenir en l'attendrissant, Stan propose à son ami d'adopter un enfant pour le couple. Alors qu'ils rentrent à la maison avec ledit enfant, les papiers du divorce arrivent. Stan préférerait s'en aller mais Oliver lui rappelle sa responsabilité envers l'enfant. Le nouveau couple prend donc en charge l'enfant, à sa manière.

## Fiche technique
- Titre original : Their First Mistake
- Titre français : Laurel et Hardy bonnes d'enfants
- Réalisation : George Marshall
- Photographie : Art Lloyd
- Montage : Richard C. Currier
- Producteur : Hal Roach
- Société de production : Hal Roach Studios
- Société de distribution : Metro-Goldwyn-Mayer
- Pays de production :  États-Unis
- Langue : anglais
- Format : Noir et blanc - 35 mm - 1,37:1  -  sonore
- Genre : Comédie
- Longueur : deux bobines
- Durée : 21 minutes
- Date de sortie :
  - États-Unis : 5 novembre 1932

## Distribution
Source principale de la distribution :
- Stan Laurel (VF : Franck O'Neill) : Stan
- Oliver Hardy (VF : Leo P. Nold) : Ollie
- Mae Busch : Mrs. Arabella Hardy
- Billy Gilbert : le serveur
- Marjorie Campbell : le bébé adopté (non créditée)
- George Marshall (VF : Maurice Dorléac) : le voisin (non crédité)